# Skład Komitetu Centralnego partii bolszewików (SDPRR(b), RKP(b) i WKP(b)) 1917–1952

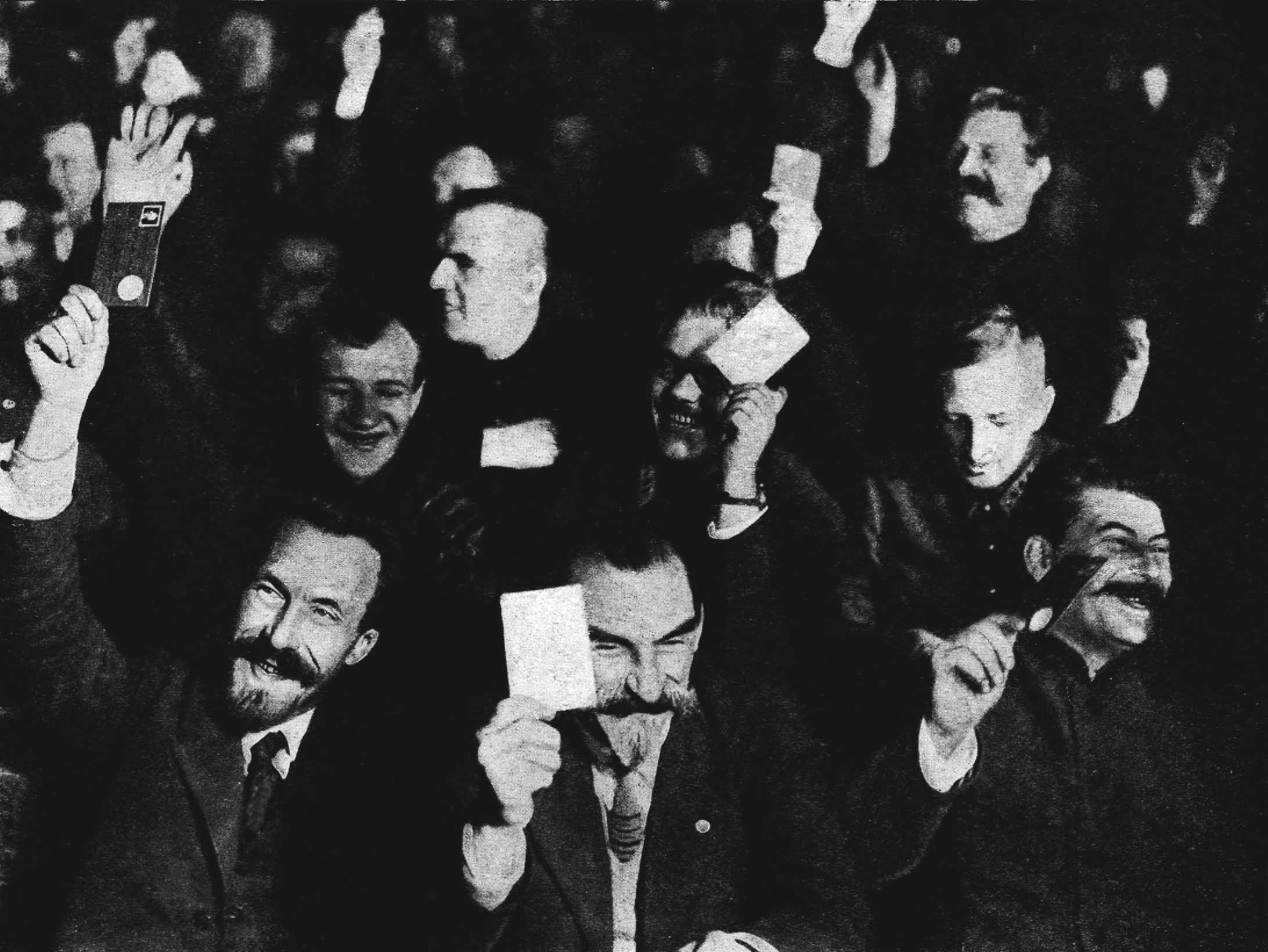
Głosowanie na XV zjeździe WKP(b), grudzień 1927. Od lewej: Aleksiej Rykow, Mykoła Skrypnyk, Józef Stalin

Skład Komitetu Centralnego partii bolszewików (SDPRR(b), RKP(b) i WKP(b)) 1917–1952

## Komitet Centralny wybrany na VI zjeździeSDPRR (b)16 sierpnia 1917
Członkowie (21):
Artiom (Fiodor Siergiejew), Jan Berzin, Andriej Bubnow, Nikołaj Bucharin, Feliks Dzierżyński, Grigorij Zinowjew, Lew Kamieniew, Aleksandra Kołłontaj, Nikołaj Krestinski, Włodzimierz Lenin, Władimir Milutin, Matwiej Muranow, Wiktor Nogin, Aleksiej Rykow, Jakow Swierdłow, Ivar Smilga, Grigorij Sokolnikow, Józef Stalin, Lew Trocki, Moisiej Uricki, Stepan Szaumian.
Zastępcy członków (8):
Prokopi Dżaparidze, Adolf Joffe, Aleksiej Kisielow, Gieorgij Oppokow (Łomow), Jewgienij Prieobrażenski, Mykoła Skrypnyk, Jelena Stasowa, Warwara Jakowlewa.

## Komitet Centralny wybrany na VII zjeździe RKP(b) 8 marca 1918
Członkowie (15):
Artiom, Nikołaj Bucharin, Michaił Władimirski, Feliks Dzierżyński, Grigorij Zinowjew, Nikołaj Krestinski, Michaił Łaszewicz, Włodzimierz Lenin, Jakow Swierdłow, Ivar Smilga, Grigorij Sokolnikow, Józef Stalin, Jelena Stasowa, Lew Trocki, Wasilij Szmidt.
Zastępcy członków (8):
Jan Berzin, Adolf Joffe, Aleksiej Kisielow, Georgij Oppokow (Łomow), Hryhorij Petrowski, Piotr Stuczka, Mojsiej Uricki, Aleksandr Szlapnikow.

## Komitet Centralny wybrany na VIII zjeździe RKP(b) 23 marca 1919
Członkowie (19):
Aleksandr Biełoborodow, Nikołaj Bucharin, Feliks Dzierżyński, Grigorij Jewdokimow, Grigorij Zinowjew, Michaił Kalinin, Lew Kamieniew, Nikołaj Krestinski, Włodzimierz Lenin, Matwiej Muranow, Karol Radek, Christian Rakowski, Leonid Sieriebriakow, Ivar Smilga, Józef Stalin, Jelena Stasowa, Piotr Stuczka, Michaił Tomski, Lew Trocki.
Zastępcy członków (8):
Artiom (Fiodor Siergiejew), Andriej Bubnow, Michaił Władimirski, Karl Daniszewski, Wincas Mickiewiczius-Kapsukas, Iwan Smirnow, Wasilij Szmidt, Jemieljan Jarosławski.

## Komitet Centralny wybrany na IX zjeździe RKP(b) 5 kwietnia 1920
Członkowie (19):
Andriej Andriejew, Artiom (Fiodor Siergiejew), Nikołaj Bucharin, Feliks Dzierżyński, Grigorij Zinowjew, Michaił Kalinin, Lew Kamieniew, Nikołaj Krestinski, Włodzimierz Lenin, Jewgienij Prieobrażenski, Karol Radek, Christian Rakowski, Jan Rudzutak, Aleksiej Rykow, Leonid Sieriebriakow, Iwan Smirnow, Józef Stalin, Michaił Tomski, Lew Trocki.
Zastępcy członków (12):
Aleksandr Biełoborodow, Siergiej Gusiew, Piotr Załucki, Władimir Milutin, Wiaczesław Mołotow, Matwiej Muranow, Wiktor Nogin, Hryhorij Petrowski, Josif Piatnicki, Ivar Smilga, Piotr Stuczka, Jemieljan Jarosławski.

## Komitet Centralny wybrany na X zjeździe RKP(b) 16 marca 1921
Członkowie (25):
Artiom (Fiodor Siergiejew), Nikołaj Bucharin, Klimient Woroszyłow, Feliks Dzierżyński, Grigorij Zinowjew, Michaił Kalinin, Lew Kamieniew, Nikołaj Komarow, Iwan Kutuzow, Włodzimierz Lenin, Wasilij Michajłow, Wiaczesław Mołotow, Sergo Ordżonikidze, Hryhorij Petrowski, Karol Radek, Christian Rakowski, Jan Rudzutak, Aleksiej Rykow, Józef Stalin, Michaił Tomski, Lew Trocki, Iwan Tuntuł, Michaił Frunze, Aleksandr Szlapnikow, Jemieljan Jarosławski.
Zastępcy członków (15):
Siergiej Gusiew, Piotr Załucki, Isaak Zielenski, Siergiej Kirow, Aleksiej Kisielow, Walerian Kujbyszew, Władimir Milutin, Walerian Obolenski (N. Osinski), Jurij Piatakow, Gieorgij Safarow, Iwan Smirnow, Daniił Sulimow, Nikołaj Ugłanow, Włas Czubar, Wasilij Szmidt.

## Komitet Centralny wybrany na XI zjeździe RKP(b) 2 kwietnia 1922
Członkowie (27):
Andriej Andriejew, Nikołaj Bucharin, Klimient Woroszyłow, Feliks Dzierżyński, Isaak Zielenski, Grigorij Zinowjew, Michaił Kalinin, Lew Kamieniew, Iwan Korotkow, Walerian Kujbyszew, Włodzimierz Lenin, Wiaczesław Mołotow, Sergo Ordżonikidze, Hryhorij Petrowski, Karol Radek, Christian Rakowski, Jan Rudzutak, Aleksiej Rykow, Timofiej Sapronow, Aleksandr Smirnow, Grigorij Sokolnikow, Józef Stalin, Michaił Tomski, Lew Trocki, Michaił Frunze, Włas Czubar, Jemieljan Jarosławski.
Zastępcy członków (19):
Aleksiej Badajew, Andriej Bubnow, Siergiej Gusiew, Siergiej Kirow, Aleksiej Kisielow, Nikołaj Komarow, Timofiej Kriwow, Dmitrij Lebied´, Jānis Lepse, Siemion Łobow, Dmytro Manuilski, Anastas Mikojan, Wasilij Michajłow, Jurij Piatakow, Abdullo Rahimbojew, Georgij Safarow, Ivar Smilga, Daniił Sulimow, Wasilij Szmidt.

## Komitet Centralny wybrany na XII zjeździe RKP (b) 25 kwietnia 1923
Członkowie (40):
Andriej Andriejew, Nikołaj Bucharin, Klimient Woroszyłow, Feliks Dzierżyński, Grigorij Jewdokimow, Piotr Załucki, Isaak Zełenski,Grigorij Zinowjew, Michaił Kalinin, Lew Kamieniew, Emmanuił Kwiring, Siergiej Kirow, Nikołaj Komarow, Iwan Korotkow, Nikołaj Kubiak, Michaił Łaszewicz, Włodzimierz Lenin, Dmytro Manuilśkyj, Anastas Mikojan, Wasilij Michajłow, Wiaczesław Mołotow, Sergo Ordżonikidze, Hryhorij Petrowski, Jurij Piatakow, Karol Radek, Christian Rakowski, Jan Rudzutak, Aleksiej Rykow, Aleksandr Smirnow, Grigorij Sokolnikow, Józef Stalin, Daniił Sulimow, Michaił Tomski, Lew Trocki, Nikołaj Ugłanow, Konstantin Uchanow, Michaił Frunze, Moisiej Charitonow, Aleksandr Ciurupa, Włas Czubar.
Zastępcy członków (17):
Aleksiej Badajew, Andriej Bubnow, Łazar Kaganowicz, Nikołaj Kołotiłow, Stanisław Kosior, Dmitrij Łebed, Jānis Lepse, Iwan Morozow, Iwan Moskwin, Aleksandr Miasnikow, Nariman Narimanow, Iwane Orachelaszwili, Iwan Rumiancew, Turar Ryskułow, Mykoła Skrypnyk, Michaił Urywajew, Michaił Czudow.

## Komitet Centralny wybrany na XIII zjeździe RKP(b) 31 maja 1924
Członkowie (53):
Andriej Andriejew, Nikołaj Antipow, Andriej Bubnow, Nikołaj Bucharin, Klimient Woroszyłow, Feliks Dzierżyński, Aleksandr Dogadow, Grigorij Jewdokimow, Piotr Załucki, Isaak Zielenski, Grigorij Zinowjew, Łazar Kaganowicz, Michaił Kalinin, Lew Kamieniew, Emmanuił Kwiryng, Siergiej Kirow, Nikołaj Kołotiłow, Nikołaj Komarow, Stanisław Kosior, Leonid Krasin, Gleb Krzyżanowski, Nikołaj Kubiak, Aleksandr Kuklin, Michaił Łaszewicz, Jānis Lepse, Siemion Łobow, Dmytro Manuilśkyj, Aleksiej Miedwiediew, Anastas Mikojan, Wasilij Michajłow, Wiaczesław Mołotow, Kławdija Nikołajewa, Sergo Ordżonikidze, Hryhorij Petrowski, Jurij Piatakow, Christian Rakowski, Jan Rudzutak, Iwan Rumiancew, Mojsiej Ruchimowicz, Aleksiej Rykow, Aleksandr Smirnow, Grigorij Sokolnikow, Józef Stalin, Daniił Sulimow, Michaił Tomski, Lew Trocki, Nikołaj Ugłanow, Konstantin Uchanow, Michaił Frunze, Mojsiej Charitonow, Aleksandr Ciurupa, Włas Czubar, Isaak Szwarc.
Zastępcy członków (34):
Aleksandra Artiuchina, Aleksiej Badajew, Josif Warejkis, Miron Władimirow, Konstantin Gej, Nikołaj Glebow-Awiłow, Filipp Gołoszczokin, Siergiej Zorin, Andriej Iwanow, Wasilij Iwanow, Iwan Kabakow, Kuprijan Kirkiż, Gieorgij Korostielow, Aleksandr Krynicki, Aleksandr Markow, Iwan Morozow, Iwan Moskwin, Aleksandr Miasnikian, Nariman Narimanow, Iwane Orachelaszwili, Abdullo Rahimbojew, Konstantin Rumiancew, Kuźma Ryndin, Georgij Safarow, Mykoła Skrypnyk, Iwar Smilga, Konstantin Strijewski, Siergiej Syrcow, Aleksandr Tołokoncew, Michaił Urywajew, Wiktoria Cejtlin, Nikołaj Czaplin, Michaił Czudow, Wasilij Szmidt.

## Komitet Centralny wybrany na XIV zjeździe WKP(b) 31 grudnia 1925
Członkowie (63):
Andriej Andriejew, Nikołaj Antipow, Aleksandra Artiuchina, Aleksiej Badajew, Karl Bauman, Andriej Bubnow, Nikołaj Bucharin, Klimient Woroszyłow, Feliks Dzierżyński, Aleksandr Dogadow, Grigorij Jewdokimow, Iwan Żukow, Isaak Zielenski, Grigorij Zinowjew, Iwan Kabakow, Łazar Kaganowicz, Michaił Kalinin, Lew Kamieniew, Emmanuił Kwiryng, Kuprijan Kirkiż, Siergiej Kirow, Nikołaj Kołotiłow, Nikołaj Komarow, Stanisław Kosior, Wasilij Kotow, Leonid Krasin, Gleb Krzyżanowski, Nikołaj Kubiak, Jegor Kulikow, Jānis Lepse, Siemion Łobow, Dmytro Manuilśkyj, Aleksiej Miedwiediew, Anastas Mikojan, Wasilij Michajłow, Wiaczesław Mołotow, Sergo Ordżonikidze, Hryhorij Petrowski, Jurij Piatakow, Andriej Radczenko, Christian Rakowski, Jan Rudzutak, Iwan Rumiancew, Mojsiej Ruchimowicz, Aleksiej Rykow, Iwar Smilga, Aleksandr Smirnow, Grigorij Sokolnikow, Józef Stalin, Iwan Skworcow-Stiepanow, Daniił Sulimow, Aleksandr Tołokoncew, Michaił Tomski, Lew Trocki, Nikołaj Ugłanow, Konstantin Uchanow, Aleksandr Ciurupa, Gieorgij Cziczerin, Włas Czubar, Michaił Czudow, Isaak Szwarc, Nikołaj Szwernik, Wasilij Szmidt.
Zastępcy członków (43):
Iwan Awdiejew, Josif Warejkis, Jan Gamarnik, Konstantin Gej, Filipp Gołoszczokin, Andriej Żdanow, Władimir Iwanow, Akmal Ikramow, Anna Kałygina, Grigorij Kaminski, Aleksiej Kisielow, Iwan Kłymenko, Iwan Kodacki, Taras Kondratiew, Józef Kosior, Aleksandr Krynicki, Michaił Łaszewicz, Wissarion Łominadze, Georgij Oppokow (Łomow), Siergiej Łukaszyn, Isidor Lubimow, Aleksandr Markow, Dmitrij Matwiejew, Grigorij Mielniczanski, Iwan Moskwin, Gazanfar Musabekow, Kławdija Nikołajewa, Iwan Nosow, Iwane Orachelaszwili, Walerian Obolenski (N. Osinski), Paweł Postyszew, Konstantin Rumiancew, Kuzma Ryndin, Boris Siemionow, Aleksandr Sieriebrowski, Mykoła Skrypnyk, Konstantin Strijewski, Siergiej Syrcow, Fiodor Ugarow, Józef Unszlicht, Michaił Urywajew, Nikołaj Czaplin, Robert Eiche.

## Komitet Centralny wybrany na XV zjeździe WKP(b) 19 grudnia 1927
Członkowie (71):
Iwan Akułow, Andriej Andriejew, Nikołaj Antipow, Aleksandra Artiuchina, Aleksiej Badajew, Karl Bauman, Andriej Bubnow, Nikołaj Bucharin, Klimient Woroszyłow, Jan Gamarnik, Filipp Gołoszczokin, Aleksandr Dogadow, Iwan Żukow, Isaak Zielenski, Iwan Kabakow, Łazar Kaganowicz, Michaił Kalinin, Emmanuił Kwiryng, Kuprijan Kirkiż, Siergiej Kirow, Wilhelm Knorin, Nikołaj Kołotiłow, Nikołaj Komarow, Józef Kosior, Stanisław Kosior, Wasilij Kotow, Gleb Krzyżanowski, Nadieżda Krupska, Nikołaj Kubiak, Walerian Kujbyszew, Jegor Kulikow, Jānis Lepse, Siemion Łobow, Georgij Oppokow (Łomow), Isidor Lubimow, Dmytro Manuilśkyj, Aleksiej Miedwiediew, Wiaczesław Mienżynski, Anastas Mikojan, Wasilij Michajłow, Wiaczesław Mołotow, Iwan Moskwin, Iwane Orachelaszwili, Hryhorij Petrowski, Paweł Postyszew, Josif Piatnicki, Jan Rudzutak, Iwan Rumiancew, Mojsiej Ruchimowicz, Aleksiej Rykow, Mykoła Skrypnyk, Aleksandr Smirnow, Grigorij Sokolnikow, Józef Stalin, Iwan Skworcow-Stiepanow, Aleksiej Stiecki, Konstantin Strijewski, Daniił Sulimow, Siergiej Syrcow, Aleksandr Tołokoncew, Michaił Tomski, Fiodor Ugarow, Nikołaj Ugłanow, Konstantin Uchanow, Aleksandr Ciurupa, Georgij Cziczerin, Włas Czubar, Michaił Czudow, Isaak Szwarc, Nikołaj Szwernik, Wasilij Szmidt.
Zastępcy członków (50):
Piotr Aleksiejew, Naum Ancełowicz, Piotr Baranow, Nikołaj Briuchanow, Josif Warejkis, Konstantin Gej, Fiodor Griadinski, Andriej Żdanow, Władimir Iwanow, Akmal Ikramow, Anna Kałygina, Grigorij Kaminski, Aleksiej Kisielow, Iwan Kłymenko, Iwan Kodacki, Fiłomon Kołguszkin, Taras Kondratiew, Aleksandr Krynicki, Fiodor Leonow, Sołomon Łozowski, Filipp Łokackow, Wissarion Łominadze, Aleksandr Markow, Walerij Mieżłauk, Grigorij Mielniczanski, Lewon Mirzojan, Michaił Michajłow-Iwanow, Gazanfar Musabekow, Kławdija Nikołajewa, Iwan Nosow, Walerian Obolenski (N. Osinski), Michaił Oszwincew, Władimir Połonski, Konstantin Rumiancew, Kuzma Ryndin, Martemian Riutin, Boris Siemionow, Aleksandr Sierebrowski, Siergiej Sobolew, Wasilij Stroganow, Kiryłł Suchomlin, Józef Unszlicht, Michaił Urywajew, Mendel Chatajewicz, Anton Cychon, Nikołaj Czaplin, Michaił Czuwyrin, Siergiej Czuckajew, Robert Eiche, Szalwa Eliawa

## Komitet Centralny wybrany na XVI zjeździe WKP(b) 13 lipca 1930
Członkowie (71):
Piotr Aleksiejew, Andriej Andriejew, Nikołaj Antipow, Aleksiej Badajew, Karl Bauman, Andriej Bubnow, Nikołaj Bucharin, Josif Warejkis, Klimient Woroszyłow, Jan Gamarnik, Filipp Gołoszczokin, Andriej Żdanow, Iwan Żukow, Issak Zielenski, Iwan Kabakow, Łazar Kaganowicz, Michaił Kalinin, Emmanuił Kwiryng, Siergiej Kirow, Wilhelm Knorin, Iwan Kodacki, Nikołaj Kołotiłow, Nikołaj Komarow, Józef Kosior, Stanisław Kosior, Gleb Krzyżanowski, Nadieżda Krupska, Nikołaj Kubiak, Walerian Kujbyszew, Dmitrij Lebied´, Fiodor Leonow, Siemion Łobow, Wissarion Łominadze, Georgij Oppokow (Łomow), Isidor Lubimow, Dmytro Manuilśkyj, Wiaczesław Mienżyński, Anastas Mikojan, Wiaczesław Mołotow, Iwan Moskwin, Iwan Nosow, Iwane Orachelaszwili, Hryhorij Petrowski, Paweł Postyszew, Jurij Piatakow, Josif Piatnicki, Jan Rudzutak, Iwan Rumiancew, Mojsiej Ruchimowicz, Aleksiej Rykow, Kuźma Ryndin, Mykoła Skrypnyk, Aleksandr Smirnow, Józef Stalin, Aleksiej Stiecki, Konstantin Strijewski, Daniił Sulimow, Siergiej Syrcow, Aleksandr Tołokoncew, Michaił Tomski, Konstantin Uchanow, Mendel Chatajewicz, Anton Cychon, Włas Czubar, Michaił Czuwyrin, Michaił Czudow, Issak Szwarc, Nikołaj Szwernik, Boris Szebołdajew, Robert Eiche, Jakow Jakowlew.
Zastępcy członków (67):
Aleksiej Amosow, Naum Ancełowicz, Stepan Afanasjew, Piotr Baranow, Siergiej Biergawinow, Nikołaj Briuchanow, Iwan Bułat, Dmitrij Bułatow, Anton Bulin, Gawrił Wejnberg, Piotr Wołkow, Pelagieja Woronowa, Konstantin Gej, Mikałaj Haładzied, Fiodor Griadinski, Aleksandr Dogadow, Władimir Iwanow, Akmal Ikramow, Uraz Isajew, Moisiej Kałmanowicz, Anna Kałygina, Grigorij Kaminski, Ławrentij Kartweliszwili, Michaił Kachiani, Aleksiej Kisielow, Iwan Kłymenko, Iwan Kozłow, Aleksandr Kosariew, Aleksandr Krynicki, Wasilin Kuricyn, Sołomon Łozowski, Walerij Mieżłauk, Lewon Mirzojan, Wasilij Michajłow, Michaił Michajłow-Iwanow, Gazanfar Musabekow, Kławdija Nikołajewa, Walerian Obolenski (N. Osinski), Michaił Oszwincew, Nikołaj Pachomow, Iwan Perepeczko, Boris Poziern, Władimir Połonski, Nikołaj Popow, Władimir Ptucha, Konstantin Rumiancew, Maksimilian Sawieljew, Aleksiej Siedielnikow, Boris Siemionow, Aleksandr Sieriebrowski, Piotr Smorodin, Grigorij Sokolnikow, Wasilij Stroganow, Kiryłł Suchomlin, Roman Tieriechow, Ijeronim Uborewicz, Józef Unszlicht, Michaił Urywajew, Michaił Chłopiankin, Fiodor Carkow, Nikołaj Czaplin, Siergiej Czuckajew, Wasilij Szmidt, Szalwa Eliawa, Tichon Jurkin, Gienrich Jagoda, Jona Jakir.

## Komitet Centralny wybrany na XVII zjeździe WKP(b) 10 lutego 1934
Członkowie (71):
Piotr Aleksiejew, Andriej Andriejew, Nikołaj Antipow, Aleksiej Badajew, Wsiewołod Balicki, Karl Bauman, Ławrientij Beria, Andriej Bubnow, Josif Warejkis, Klimient Woroszyłow, Jan Gamarnik, Jefim Jewdokimow, Nikołaj Jeżow, Awel Jenukidze, Andriej Żdanow, Iwan Żukow, Isaak Zielenski, Władimir Iwanow, Akmal Ikramow, Iwan Kabakow, Łazar Kaganowicz, Michaił Kaganowicz, Michaił Kalinin, Ławrentij Kartweliszwili, Siergiej Kirow, Wilhelm Knorin, Iwan Kodacki, Aleksandr Kosariow, Józef Kosior, Stanisław Kosior, Gleb Krzyżanowski, Aleksandr Krynicki, Nadieżda Krupska, Walerian Kujbyszew, Dmitrij Lebied´, Maksim Litwinow, Siemion Łobow, Isidor Lubimow, Dmytro Manuilśkyj, Walerij Mieżłauk, Anastas Mikojan, Lewon Mirzojan, Wiaczesław Mołotow, Kławdija Nikołajewa, Iwan Nosow, Sergo Ordżonikidze, Hryhorij Petrowski, Paweł Postyszew, Jurij Piatakow, Josif Piatnicki, Michaił Razumow, Jan Rudzutak, Iwan Rumiancew, Mojsiej Ruchimowicz, Kuźma Ryndin, Józef Stalin, Aleksiej Stiecki, Daniił Sulimow, Konstantin Uchanow, Mendel Chatajewicz, Nikita Chruszczow, Michaił Czernow, Włas Czubar, Michaił Czuwyrin, Michaił Czudow, Nikołaj Szwernik, Boris Szebołdajew, Robert Eiche, Gienrich Jagoda, Jona Jakir, Jakow Jakowlew.
Zastępcy członków (68):
Mir Cəfər Bağırov, Gieorgij Błagonrawow, Wasilij Blücher, Grigorij Brojdo, Siemion Budionny, Nikołaj Bułganin, Anton Bulin, Nikołaj Bucharin, Jakow Bykin, Jewgienij Weger, Gawrił Wejnberg, Nikołaj Gikało, Mikałaj Haładzied, Hryhoryj Hryńko, Fiodor Griadinski, Mykoła Demczenko, Terentij Deribas, Aleksandr Jegorow, Iwan Jeriomin, Awraamij Zawieniagin, Wołodymyr Zatonski, Uraz Isajew, Mojsiej Kalmanowicz, Anna Kałygina, Grigorij Kaminski, Nikołaj Komarow, Nikołaj Kubiak, Michaił Kulkow, Wasilij Kuricyn, Alfreds Liepa, Sołomon Łozowski, Panas Lubczenko, Iwan Makarow, Lew Mechlis, Wasilij Michajłow, Michaił Michajłow (Kacenelbogen), Gazanfar Musabekow, Walerian Obolenski (N. Osinski), Iwan Pawłunowski, Nikołaj Pachomow, Boris Poziern, Władimir Połonski, Nikołaj Popow, Aleksandr Poskriobyszew, Eduards Prāmnieks, Władimir Ptucha, Arkadij Rozengolc, Aleksiej Rykow, Sarkis Sarkisow, Aleksiej Siedielnikow, Boris Siemionow, Aleksandr Sieriebriowski, Piotr Smorodin, Grigorij Sokolnikow, Konstantin Strijewski, Pēteris Struppe, Iwan Towstucha, Michaił Tomski, Michaił Tuchaczewski, Ijeronim Uborewicz, Aleksandr Ugarow, Józef Unszlicht, Nikołaj Fiłatow, Isaak Szwarc, Aleksandr Sztejngart, Władimir Szubrikow, Szalwa Eliawa, Tichon Jurkin.

## Komitet Centralny wybrany na XVIII zjeździe WKP(b) 21 marca 1939
Członkowie (71):
Andriej Andriejew, Wasilij Andrianow, Naum Ancełowicz, Mir Cəfər Bağırov, Aleksiej Badajew, Iwan Benediktow, Ławrentij Beria, Giennadij Borkow, Siemion Budionny, Nikołaj Bułganin, Michaił Burmistenko, Boris Wannikow, Wasilij Wachruszew, Nikołaj Wozniesienski, Klimient Woroszyłow, Andriej Wyszynski, Boris Dwinski, Władimir Donskoj, Aleksandr Jefremow, Andriej Żdanow, Siemion Zadionczenko, Siemion Zacharow, Arsenij Zwieriew, Rozalia Ziemlaczka, Łazar Kaganowicz, Michaił Kaganowicz, Michaił Kalinin, Łeonid Kornijec, Demjan Korotczenko, Aleksiej Kosygin, Aleksiej Kuzniecow, Nikołaj Kuzniecow, Grigorij Kulik, Maksim Litwinow, Iwan Lichaczow, Sołomon Łozowski, Piotr Lubawin, Gieorgij Malenkow, Wiaczesław Małyszew, Dmytro Manuilśkyj, Wsiewołod Mierkułow, Lew Mechlis, Anastas Mikojan, Mark Mitin, Nikołaj Michajłow, Wiaczesław Mołotow, Władimir Nikitin, Kławdija Nikołajewa, Nikołaj Piegow, Michaił Pierwuchin, Pantielejmon Ponomarienko, Aleksandr Poskriobyszew, Piotr Pospiełow, Władimir Potiomkin, Iwan Rogow, Iwan Siedin, Nikołaj Skworcow, Józef Stalin, Iwan Tewosjan, Siemion Timoszenko, Aleksandr Fadiejew, Nikita Chruszczow, Aleksiej Szachurin, Nikołaj Szwernik, Matwiej Szkiriatow, Grigorij Sztern, Jefim Szczadienko, Aleksandr Szczerbakow, Usman Jusupow, Jemielian Jarosławski.
Zastępcy członków (68):
Aleksandr Alemasow, Dmitrij Antonow, Grigorij Arutinow, Siergiej Badajew, Walerian Bakradze, Nikołaj Biriukow, Iwan Bojcow, Gawrił Wejnberg, Iwan Własow, Michaił Gwisziani, Siergiej Goglidze, Aleksandr Gorkin, Grigorij Gromow, Nikołaj Gusarow, Władimir Diekanozow, Michaił Denisow, Pawieł Doronin, Aleksandr Dubrowski, Wasilij Żaworonkow, Polina Żemczużyna, Wiktor Żurawlow, Wasilij Zotow, Nikołaj Ignatow, Siergiej Ignatiew, Abak Iskanderow, Konstantin Kartaszow, Siergiej Kaftanow, Kiriłł Kaczalin, Bogdan Kobułow, Michaił Kowalow, Anatolij Kołybanow, Paweł Komarow, Iwan Koniew, Siergiej Krugłow, Pawieł Kułakow, Aleksandr Łoktionow, Iwan Makarow, Iwan Maslennikow, Kiriłł Mierieckow, Aleksandr Niewieżin, Iwan Nikiszow, Dmitrij Pawłow, Gieorgij Palcew, Nikołaj Patoliczew, Piotr Popkow, Gieorgij Popow, Wasilij Pronin, Grigorij Rastiogin, Gieorgij Sawczenko, Aleksandr Samochwałow, Piotr Sieliezniow, Iwan Siergiejew, Zinowij Serdiuk, Jakow Smuszkiewicz, Leonid Sosnin, Maksim Starostin, Wasilij Starczenko, Jakow Storożew, Nikołaj Fieklenko, Aleksiej Frołkow, Iwan Chochłow, Kandid Czarkwiani, Boris Czernousow, Aleksiej Czujanow, Faził Szagimardanow, Borys Szaposznikow, Terentij Sztykow, Iwan Jarcew.
W latach 1939-1952 zjazdy partii nie odbywały się. XIX zjazd WKP(b) (5-14 października 1952) zmienił nazwę partii na Komunistyczna Partia Związku Radzieckiego. 5 marca 1953 zmarł Józef Stalin.